# 諾氏硬頭魚
諾氏硬頭魚(学名：Craterocephalus nouhuysi），為輻鰭魚綱銀漢魚目銀漢魚科的其中一種，分布於新幾內亞Lorentz河流域，體長可達10公分，為熱帶魚類，棲息在水流快速的溪流，生活習性不明。